# Faro di capo Flattery

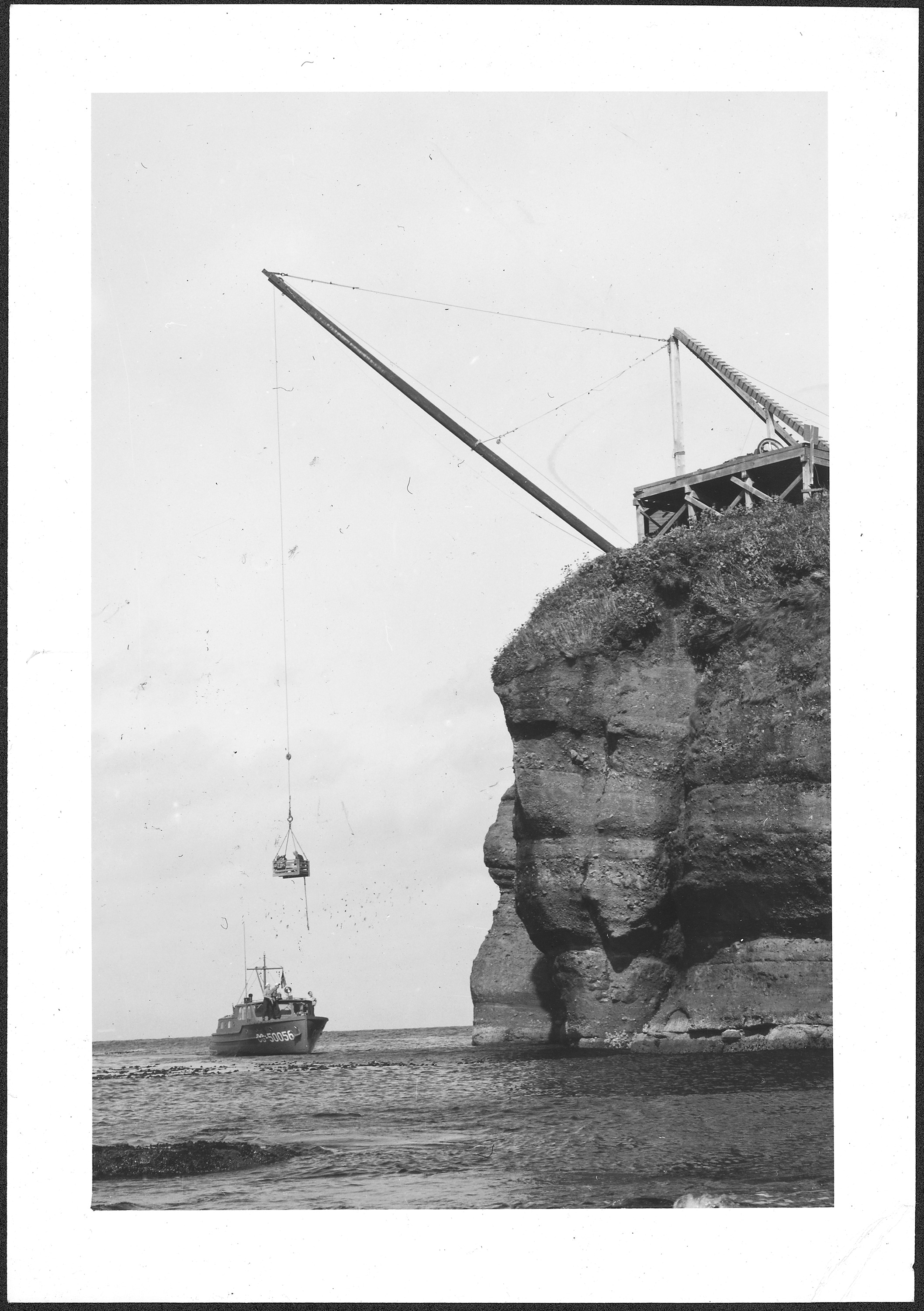
Impianto di sollevamento, negli anni 1940, del faro di capo Flattery.

Il faro di capo Flattery è uno storico faro posto all'ingresso dello stretto di Juan de Fuca vicino a Neah Bay, nella contea di Clallam, nello stato di Washington, Stati Uniti d'America. Il faro, non più in servizio, si trova sull'isola Tatoosh, che prende il nome dal capo Tatooche dei Makah.  È il faro più a nord-ovest del costa Occidentale degli Stati Uniti. Sebbene sia chiuso al pubblico, può essere raggiunto da Capo Flattery tramite una breve passeggiata di 30 minuti.

## Storia
Il faro venne costruito nel 1854 su progetto di Ammi B. Young. Agli inizi, 1857, era dotato di una lente mostrata da una lente di Fresnel di primo ordine ed era il terzo faro del territorio dello stato di Washington. Il faro, con una torre di 20 metri è ancora in piedi. La luce della torre si trovava quindi a circa 49,5 metri sul livello del mare. Nel 1872 venne integrato un segnale antinebbia a vapore. La prima lente originale fu sostituita da una del quarto ordine nel 1932, e poi con una lente ottica moderna nel 1977.
Nel 2008 il faro è stata disattivato dopo la costruzione una struttura a traliccio alta, 10 metri, con un faro ad energia solare dotato di batterie solari della durata di sei anni.  Nel 2009, la Guardia Costiera ha iniziato le operazioni di pulizia in previsione di trasformare il faro in manufatto storico della tribù Makah, che possiede l'isola di Tatoosh. 
Dopo il trasferimento, la Guardia Costiera continuerà ad avere accesso per il mantenimento dell'ottica.